# 秋尾敏
秋尾 敏（あきお びん、1950年4月29日 - ）は、埼玉県吉川市出身の俳人、俳論家。本名は河合章男。全国俳誌協会会長（5代目）、現代俳句協会副会長。父は俳句結社「軸」を主宰した河合凱夫。

## 来歴
1950年、埼玉県吉川町（現・吉川市）に生まれ、千葉県野田市に育つ。埼玉県立春日部高等学校、埼玉大学教育学部国語国文学科卒業、図書館情報大学大学院博士前期課程 、筑波大学大学院博士後期課程修了、修士（図書館情報学）、博士（情報学）。
1971年、「軸」に入会して俳論を連載する。1991年、第11回現代俳句評論賞受賞。1992年「軸」同人。1999年、凱夫の死去に伴い「軸」主宰を継承。元・大妻女子大学社会情報学部非常勤講師、日本女子大学人間社会学部・家政学部非常勤講師、メディア教育開発センター客員助教授。
2018年、『俳句の底力』で第5回俳句四季特別賞を受賞。2020年、『ふりみだす』で第75回現代俳句協会賞を受賞。
現代俳句協会副会長、全国俳誌協会会長、千葉県俳句作家協会副会長、野田俳句連盟会長を務めるほか、俳文学会、日本ペンクラブ、日本文藝家協会会員。「西日本新聞」「俳句四季」（東京四季出版）等の選者を務める。現在は千葉県野田市在住、同市の俳句図書館鳴弦文庫館長でもある。
句集に『私の行方』『納まらぬ』『ア・ラ・カルト』『悪の種』『ふりみだす』、評論に『子規の近代』『虚子と「ホトトギス」』『俳句の底力-下総俳壇に見る俳句の実相』がある。

## 句集
- 『私の行方』沖積舎、2000年
- 『納まらぬ』本阿弥書店、2005年
- 『ア・ラ・カルト』本阿弥書店、2008年
- 『悪の種』本阿弥書店、2012年
- 『ふりみだす』本阿弥書店、2019年

## 評論
- 『子規の近代－滑稽・メディア・日本語』新曜社、1999年
- 『虚子と「ホトトギス」－近代俳句のメディア』本阿弥書店、2006年
- 『俳句の底力 下総俳壇に見る俳句の実相』東京四季出版、2017年
- 『高濱虚子 並に周囲の作者達』講談社文芸文庫、2019年
- 共著『名歌名句辞典』三省堂、2005年
- 共著『展望 現代の詩歌10俳句Ⅱ』明治書院、2007年
- 共著『戦争と文化』桂書房、2012年
- 共著『校注俳諧田ごとの日』俳句図書館鳴弦文庫。2020年